# 10 франків (Рішельє)
10 франків (Рішельє) — французька банкнота, ескіз якої розроблений 5 березня 1959, випускалася в обіг Банком Франції від 4 січня 1960 до заміни на банкноту сто франків з Вольтер. Банкнота являла собою аналог купюри середини 50-х 1000 франків з Рішельє.

## Історія

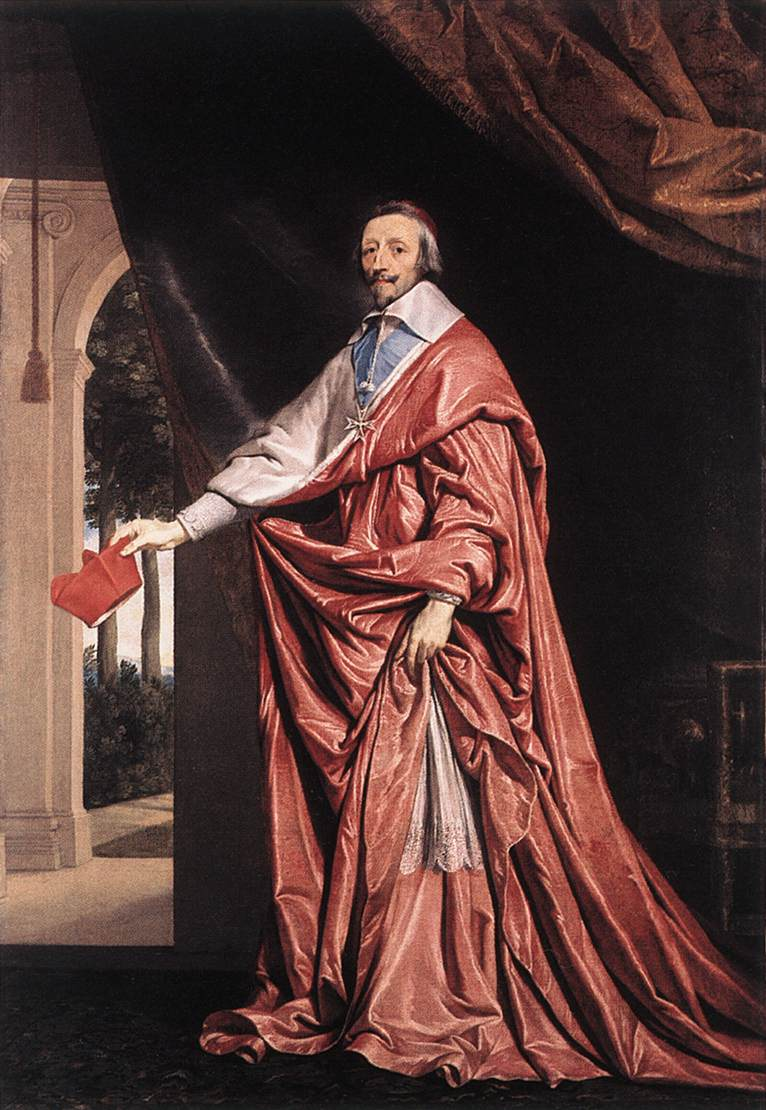
Кардинал Рішельє — французький політичний діяч, кардинал, генералісимус, глава королівської ради (перший міністр Франції) з 1624

Банкнота належить до серії «Знамениті люди Франції», їх діяльність призвела до створення сучасної Франції як держави. Купюра є аналогом банкноти середини 50-х років — 1000 франків Рішельє, але зі зменшеним в 1:100 номіналом — як наслідок грошової реформи кінця 50-х — початку 60-х років, у зв'язку з цим на банкнотах вказувалася абревіатура «NF» (фр. «nouveaux francs»), що означала — «новий франк».
Банкнота випускалася з березня 1959 по січень 1963, а з 2 січня 1964 була виведена з обігу, з 1 квітня 1968 року перестала бути законним платіжним засобом.

## Опис
Банкноту створили — художник Клемен Серво і гравери Жюль Піль і Робер Арманеллі. Домінуючі кольори коричневий і червоний.
Аверс: справа портрет Рішельє з картини Філіпа де Шампаня, палац Пале-Рояль, будівля Державної ради Франції.
Реверс: зліва портрет Рішельє перед воротами міста за планом придворного архітектора Жака Лемерсьє.
Водяний знак зображує портрет Рішельє. Розміри купюри 150 мм х 80 мм.

## Джерело
- Перелік французьких банкнот [Архівовано 14 квітня 2012 у Wayback Machine.]
- Сайт нумізматики та боністики Франції